# عارف کازرونی
مولانا محمد یوسف عارف کازرونی از شاعران و خوشنویسان هنرمند قرن دوازدهم هجری است. او در اواخر قرن یازدهم هجری در کازرون متولد شد و در جوانی راهی شیراز شد و علم و ادب آموخت. وی شاعری توانا و خوشنویسی زبردست بود و خطوط نسخ و ثلث و رقاع را خوش می‌نوشت. عارف در اواخر عمر در اصفهان ساکن شد. در این زمان افغان‌های شورشی قندهار بر اصفهان دست یافتند و شاعر زندگی سختی را تا آزاد سازی اصفهان به دست نادر شاه افشار گذراند در این هنگام او به شیراز بازگشته و در آنجا درگذشت. از جمله کارهای وی می‌توان به کتابت «نهج البلاغه» به خط نسخ و رقاع خوش در سال ۱۱۲۸ ه. ق؛ و کتابت «الکلم الطیب و الغیث الصیب» نوشتهٔ سید علی خان مدنی شیرازی، به خط نسخ زیبا در سال ۱۱۳۲ ه. ق اشاره کرد.